# 御酒殿神

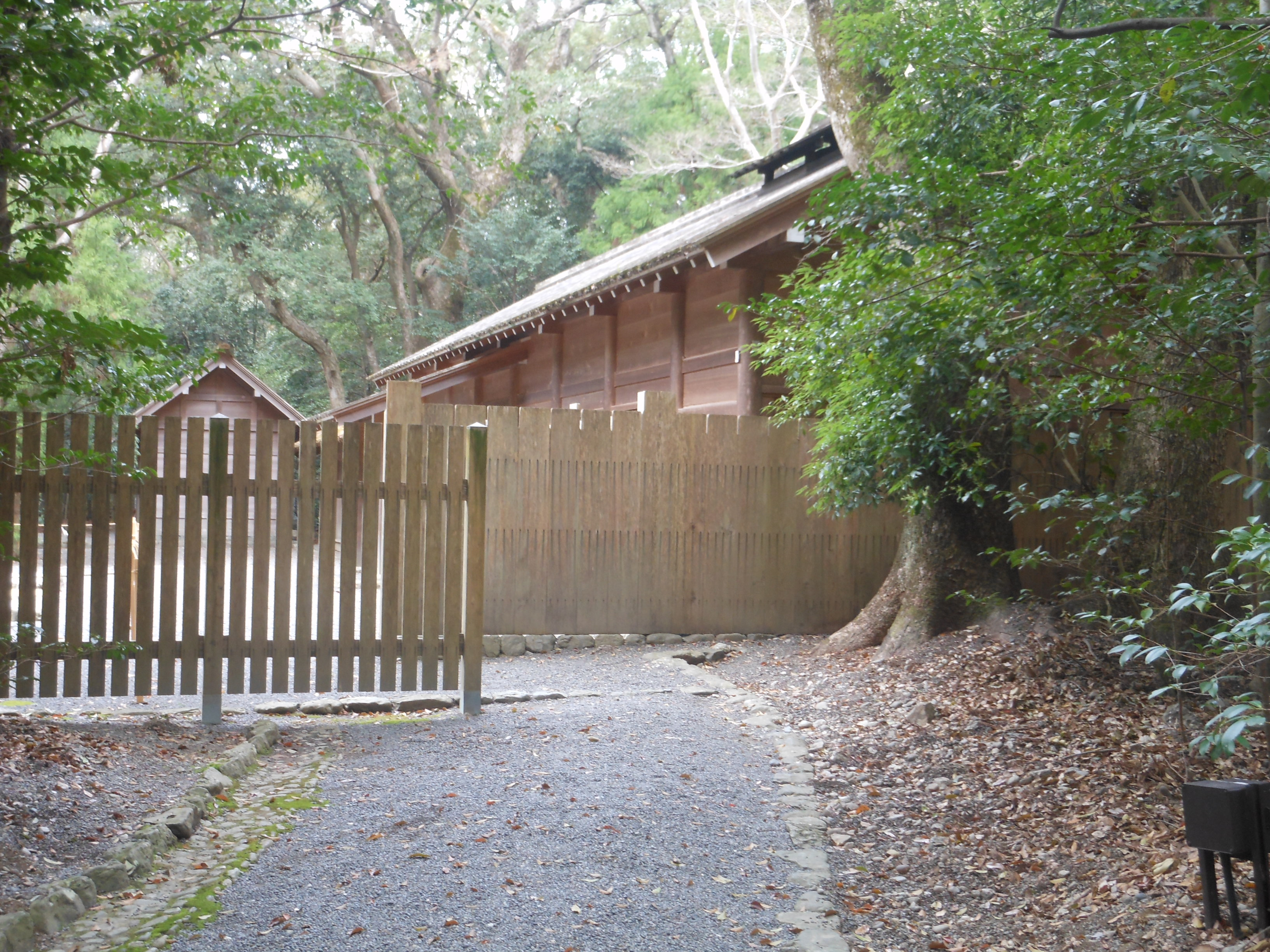
外宮の忌火屋殿
この奥に御酒殿が鎮座するが、一般参拝者は立ち入ることができない。

御酒殿神（みさかどののかみ）は、三重県伊勢市にある神社及び同神社の祭神。伊勢市内に2社存在し、1社は伊勢神宮皇大神宮（内宮）所管社、もう1社は伊勢神宮豊受大神宮（外宮）所管社である。
御酒殿神で催行される御酒殿祭では、神宮で醸造する神酒が無事できるよう祈るだけでなく、日本の酒造業の繁栄も祈念される。

## 概要
本節では2社共通事項について記述する。

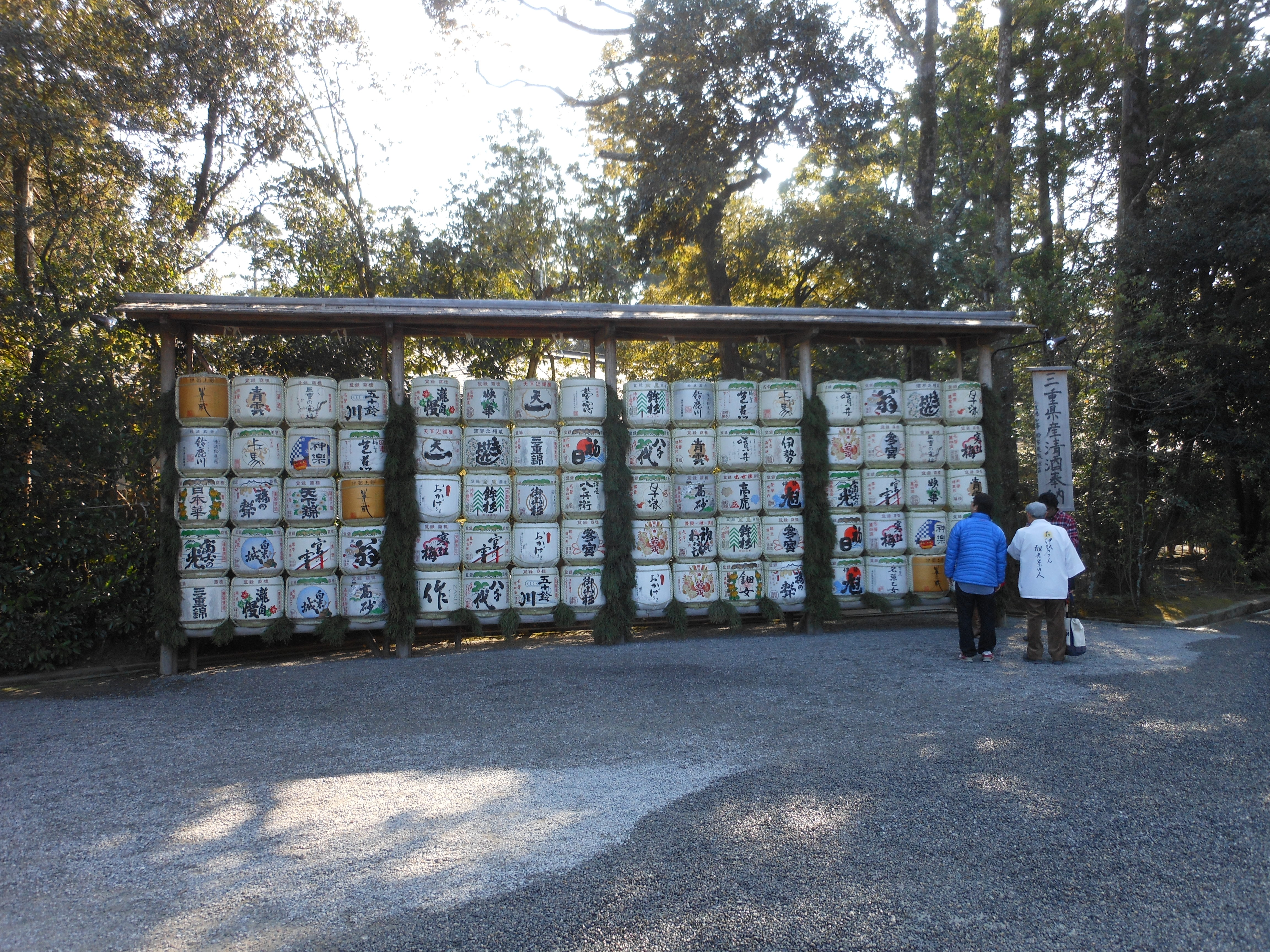
内宮に奉納された三重県産の清酒

祭神の御酒殿神は御酒殿の神であり、内宮の御酒殿神と外宮の御酒殿神は同じ神である。
かつては御酒殿で神酒を醸造し、神前に供えていたが、醸造は忌火屋殿（いみびやでん）で行われるようになったため、三節祭と呼ばれる6月と12月の月次祭および10月の神嘗祭の際に一時的に神前に供える酒を納めるために利用される。御酒殿に納められる酒は、白酒（しろき）、黒酒（くろき）、醴酒（れいしゅ）、清酒（せいしゅ）の4種類である。清酒のみ篤志家からの献納を受け、ほかの3種の酒は内宮の忌火屋殿にて醸造する。なお、三節祭以外の神事で酒を神前に納める際には、醴酒と清酒を、日別朝夕大御饌祭（ひごとあさゆうおおみけさい、常典御饌とも）の際には清酒のみを御酒殿に納める。
古代の御酒殿神では、火無浄酒（ほなしきよさけ）と呼ばれる粢（しとぎ、米を水に浸して砕いた物）に上御井神社の御井から汲んだ水を加えただけの酒と、火向御酒（ほむけのかんみき）と呼ばれる甘酒の2種類を醸造した。

### 御酒殿祭
御酒殿祭（みさかどのさい）は、年3回、6月・10月・12月に催行される神事。神前に捧げる酒の醸造の成功と日本の酒造業の繁栄を祈願し、御酒殿に糀（こうじ）を奉納する。2013年（平成25年）9月25日に行われた御酒殿祭では、祭事に合わせ、三重県酒造組合の会員38業者が38の4斗樽を内宮に奉納した。

## 内宮の御酒殿神
内宮所管社の御酒殿神は、内宮神域の五丈殿北方にある由貴御倉に向かって左手に鎮座する。内宮の所管社30社のうち第5位である。1910年（明治43年）11月に造り替えられている。
近世まで酒作物忌（さかとくのものいみ）が忌火屋殿で白酒を、清酒作物忌（きよさけつくりのものいみ）が御贄を清める場所と同じ場所で黒酒を醸造した。黒酒には五十鈴川の清流の水を加えて醸造していた。明治以降は神職が白酒・黒酒を醸造する。
『皇太神宮儀式帳』によれば、内宮の御酒殿は長さ40尺（約12m）、広さ17尺（約5.1m）、高さ8尺（約2.4m）であった。

## 外宮の御酒殿
外宮所管社の御酒殿は、外宮神域の北御門参道脇にある忌火屋殿の奥に鎮座する。一般の参拝者が立ち入ることのできない区域にあるため、忌火屋殿前から遥拝する。外宮の所管社4社のうち第1位である。1910年（明治43年）11月に造り替えられている。
外宮の御酒殿は今ではひっそりと佇んでいるが、近世まで隣に務所庁（まつりごとや）があり、斎殿（いみどの）、3つの炊事所が並び、直会（なおらい）が御酒殿の前庭などで行われ、外宮の祭儀において重要な場所であった。『止由気神宮儀式帳』によれば、外宮の御酒殿は長さ25尺（約7.5m）、広さ16尺（約4.8m）、高さ9尺（約2.7m）であった。

## 神宮における酒造
加藤百一が発表した論文によれば、1977年（昭和52年）の神嘗祭に醸造された神宮の酒は、伊勢市楠部町の神宮神田で収穫した白米25kg、四日市市の業者から入荷した米麹2.7kg、上御井神社の御井の水30Lを酒母なしで一度に仕込むどぶろく仕込みであり、仕込んでから12日後にできた酒を2つに分け、何も入れない方を白酒、草木の灰を加えたものを黒酒とした。1977年（昭和52年）度の神宮の酒造量は180Lであった。白酒・黒酒の製法は濁り酒だが濾過を行うため、日本の法律上「清酒」扱いとなるが、醴酒はアルコール度数が1%未満であるので、法律上「酒」ではない。

## 交通
内宮の御酒殿神
- JR参宮線・近鉄山田線伊勢市駅南口（JR）または近鉄山田線・鳥羽線宇治山田駅より三重交通バスに15分ほど乗車、内宮前下車[19]。近鉄鳥羽線五十鈴川駅からも三重交通バスで内宮前へ行くことが可能である。
- 伊勢自動車道伊勢西ICより三重県道32号伊勢磯部線（御木本道路）を南へ約5分または伊勢ICより国道23号を南へ約5分、付近に駐車場あり[19]。

外宮の御酒殿
- JR参宮線・近鉄山田線伊勢市駅南口（JR側）より外宮参道を通って徒歩5分程度。
- 三重交通「伊勢市駅前」バス停より徒歩5分。
- 三重交通「外宮前」バス停よりすぐ。
- 伊勢自動車道伊勢西ICより三重県道32号伊勢磯部線（御木本道路）を北へ約5分。周辺に合計448台収容の駐車場がある[20]。